# Bisdom Tanjungkarang
Het bisdom Tanjungkarang (Latijn: Dioecesis Tangiungkarangana) is een rooms-katholiek bisdom met als zetel Bandar Lampung, voorheen Tanjungkarang genaamd, hoofdstad van de provincie Lampung, in Indonesië. Het bisdom is suffragaan aan het aartsbisdom Palembang. 

## Geschiedenis
Het bisdom werd opgericht op 19 juni 1952, als de apostolische prefectuur Tandjung-Karang, uit delen van het apostolisch vicariaat Palembang. Op 3 januari 1961 werd het verheven tot bisdom en werd suffragaan aan het aartsbisdom Medan. Op 22 augustus 1973 veranderde het van naam naar bisdom Tanjungkarang. Op 1 juli 2003 veranderde het van kerkprovincie en werd suffragaan aan het nieuw verheven aartsbisdom Palembang. 

## Parochies
Het bisdom had in 2022 een oppervlakte van 35.377 km2 en telde 9.081.792 inwoners waarvan 0,8% rooms-katholiek was.

## Bisschoppen
- Albert Hermelink Gentiaras (apostolische prefect: 27 juni 1952, bisschop: 3 januari 1961 - 18 april 1979)
- Andreas Suwiyata Henrisoesanta (18 april 1979 - 6 juli 2012; hulpbisschop sinds 29 augustus 1975)
  - Aloysius Sudarso (apostolisch administrator: 6 juli 2012 - 10 oktober 2013)
- Yohanes Harun Yuwono (19 juli 2013 - 3 juli 2021)
- Vinsensius Setiawan Triatmojo (17 december 2022 - heden)

## Galerij van afbeeldingen

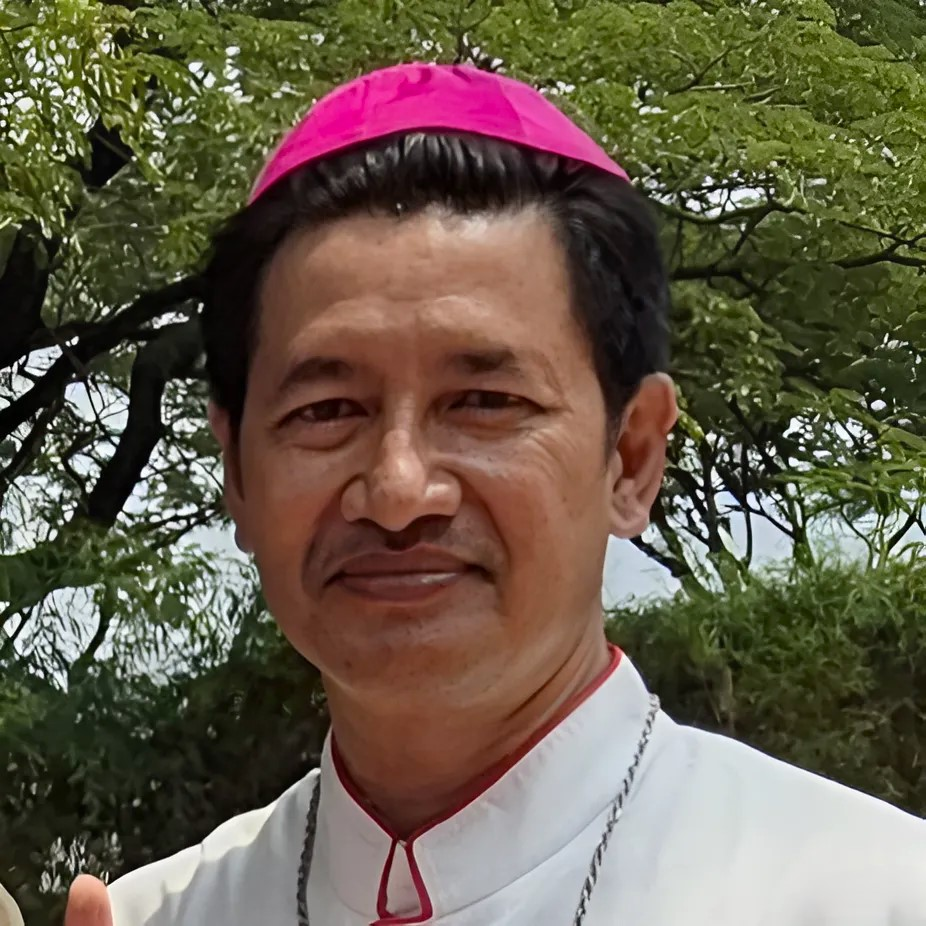
Bisschop Vinsensius Setiawan Triatmojo (2022-heden)
Kerkprovincie met aartsbisdom en suffragane bisdommen

Palembang (aartsbisdom) · Pangkalpinang · Tanjungkarang